# 화승

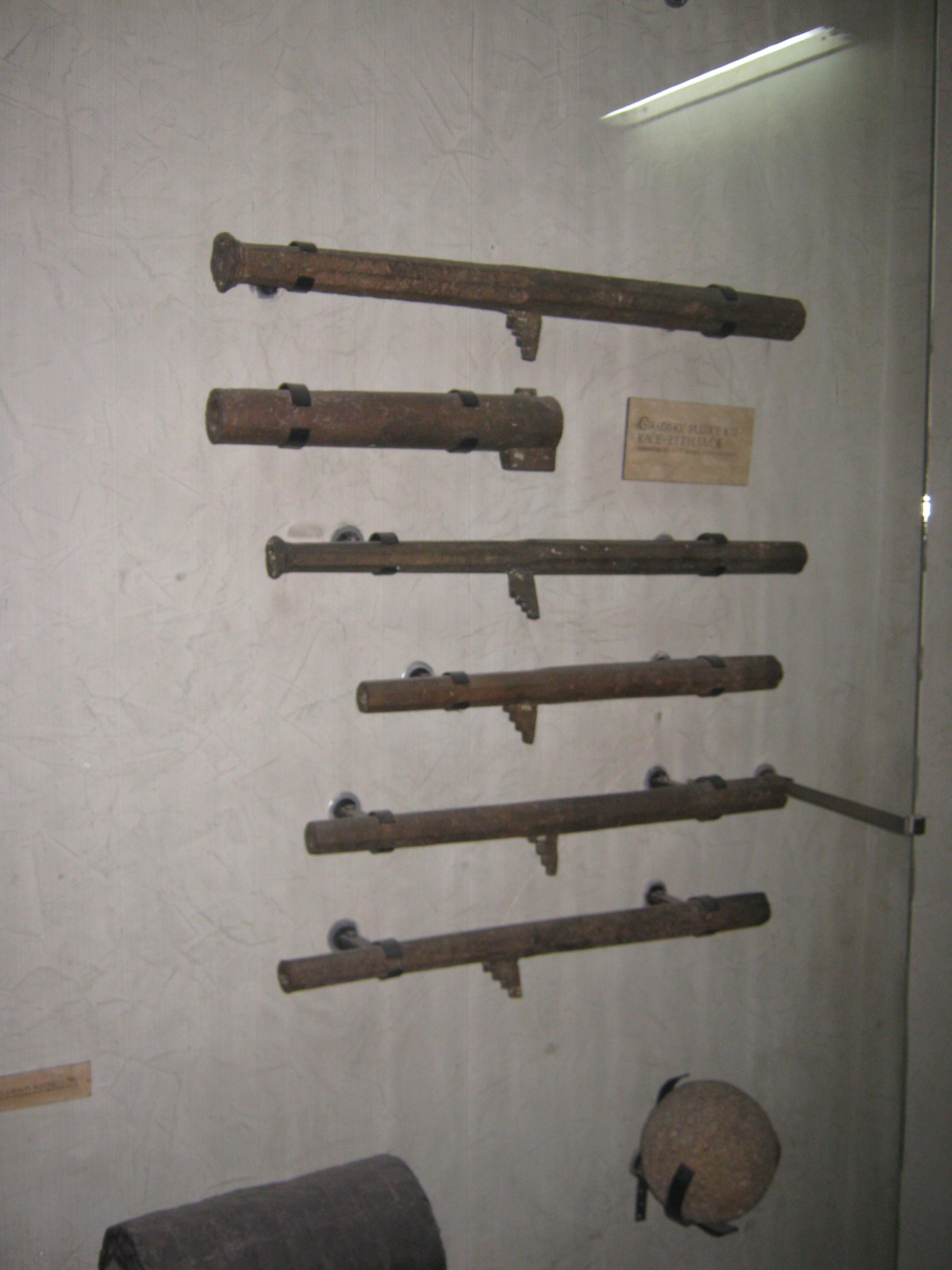
15세기 세르비아에서 사용된 화승총기.

화승(火繩, slowmatch)은 화약시대에 화승총, 캐넌 등 무기작동에 사용된, 매우 느리게 타는 도화선이다. 최초의 신관이라고 할 수 있다.

## 같이 보기
- 핸드 캐넌
- 도화선 (신관)
- 화승총